# Mark David Chapman
Mark David Chapman (Fort Worth, Texas, 10 de mayo de 1955) es un asesino estadounidense, reconocido por ser autor material del asesinato del músico John Lennon, el 8 de diciembre de 1980. Chapman fue sentenciado a 20 años de cárcel hasta la cadena perpetua.
Cometió el delito mientras John y su esposa Yoko Ono estaban fuera del edificio de apartamentos Dakota, en Nueva York. Chapman le disparó 5 veces a Lennon, alcanzándole una de ellas en la espalda provocándole una herida en el pulmón derecho; otra de ellas impactó en el brazo izquierdo de Lennon; otra le impactó en el cuello; la cuarta bala le ocasionó una hemorragia en una arteria del corazón y la quinta bala impactó en la pared. Permaneció en el lugar hasta que fue arrestado por la policía, y se declaró culpable del delito. Fue sentenciado a 20 años de prisión. En el año 2000 se convirtió en elegible para la libertad condicional, la cual se le ha sido negada en 14 ocasiones. En la actualidad está encarcelado en el Wende Correctional Facility en Alden (estado de Nueva York).

## Biografía

### Primeros años
Chapman nació en Fort Worth, Texas en 1955. Su padre, David Curtis Chapman, fue sargento de la Fuerza Aérea de Estados Unidos, y su madre, Kathryn Elizabeth Pease, era enfermera. Su hermana menor, Susan, nació siete años después. Chapman declaró que tenía miedo a su padre cuando era niño, ya que éste abusaba físicamente de su esposa e hijo. También fantaseaba con tener el poder de un dios sobre un grupo de «pequeñas personas» imaginarias. Chapman asistió al instituto en el Columbia High School en Decatur, Georgia. A los catorce años de edad tomaba drogas, se saltaba las clases, y una vez huyó de su casa y vivió en las calles durante dos semanas. Chapman declaró que era víctima de acoso escolar debido a que no era un buen atleta. En ese momento consumía marihuana, cocaína, ácido, heroína, mescalina y barbitúricos.[cita requerida] Una de sus bandas favoritas era The Beatles.

### Vida adulta
En 1971, Chapman se convirtió al cristianismo, y distribuía publicaciones religiosas. Conoció a su primera novia, también cristiana, llamada Jessica Blankenship. Comenzó a trabajar como consejero de campamento de verano de la Young Men's Christian Asociation (YMCA); era muy popular entre los niños, que le pusieron como sobrenombre «Nemo». Ganó un premio al mejor consejero y fue nombrado asistente del director. Aquellos que lo conocieron en su trabajo con otras personas le describían como un trabajador excepcional. Un amigo le recomendó el libro de J.D. Salinger El guardián entre el centeno, y la historia pronto tuvo una gran importancia personal para él, hasta el extremo que declaró que deseaba modelar su vida a imagen de la del protagonista, Holden Caulfield. Después de graduarse en Columbia High School, Chapman se mudó por un tiempo a Chicago; tocaba la guitarra en iglesias y locales nocturnos cristianos, actuando junto a su amigo, que hacía imitaciones. Trabajó también con éxito en Y.M.C.A., con refugiados vietnamitas en un campo de reasentamiento en Fort Chaffe (Arkansas), tras una breve visita al Líbano para el mismo trabajo. Fue nombrado coordinador de área y asistente clave para el director del programa, David Moore, que luego declaró que Chapman se preocupaba profundamente por los niños y trabajaba mucho. Chapman acompañó a Moore a reuniones con funcionarios del gobierno, y el presidente de los Estados Unidos Gerald Ford le estrechó la mano.
Chapman empezó a estudiar con su novia Jessica en la Universidad Covenant (una universidad evangélica presbiteriana especializada en las artes liberales) en Lookout Mountain, Georgia. Sin embargo, Chapman no permaneció mucho tiempo en sus estudios y se obsesionó con la culpa tras haber tenido una aventura. Comenzó a tener pensamientos suicidas y a sentirse un fracasado. Dejó la universidad y su novia lo dejó a él poco después. Volvió a trabajar en el campo de reasentamiento, pero se fue tras una discusión. Posteriormente obtuvo un trabajo como guardia de seguridad, asistiendo a un curso de una semana que lo cualificaba para portar armas en dicho trabajo. Hizo otro intento de ir a la universidad pero abandonó nuevamente.[cita requerida]

### Intento de suicidio
En 1977, Chapman intentó suicidarse por envenenamiento con monóxido de carbono; conectó un tubo de aspiradora al escape de su coche y puso el otro extremo dentro, pero la manguera se derritió en el tubo de escape y el intento fracasó. Un psiquiatra lo admitió en el Castle Memorial Hospital por depresión. Tras salir de allí, el hospital lo contrató a tiempo parcial. Tocaba la guitarra para los pacientes y les aconsejaba. Se mudó a vivir con un ministro presbiteriano. Sus padres comenzaron los procesos de divorcio, y su madre se fue con Mark David a Hawái.

### Matrimonio
En 1978, Chapman realizó un viaje de seis semanas alrededor del mundo, inspirado parcialmente por la película La vuelta al mundo en ochenta días, visitando lugares como Tokio, Seúl, Hong Kong, Singapur, Bangkok, Nueva Delhi, Beirut, Ginebra, Londres, París y Dublín. Comenzó una relación sentimental con su agente de viajes, una mujer japonesa-estadounidense llamada Gloria Abe. Se casaron el 2 de junio de 1979. Buscando más dinero, Chapman obtuvo un trabajo en Castle Memorial Hospital en la imprenta, con lo que pasó a trabajar solo en lugar de estar con el personal y los pacientes. Fue despedido por Castle Memorial Hospital y vuelto a contratar; posteriormente tuvo una pelea a gritos con una enfermera y renunció. Obtuvo un trabajo como guardia de seguridad por las noches y comenzó a beber. Chapman desarrolló una serie de obsesiones (que incluían aquel libro, El guardián entre el centeno, música, y en particular John Lennon) y comenzó «a escuchar voces». En septiembre de 1980, le escribió una carta a su amiga, Lynda Irish, en la que decía, «Me estoy volviendo loco», la firmaba como «The Catcher in the Rye» («El guardián entre el centeno»).

## El asesinato de John Lennon
Champan mostró disgusto por el lujoso estilo de vida de John Lennon, las letras de canciones como «God» e «Imagine», y declaraciones públicas el polémico comentario sobre que la banda era "más popular que Jesús". Además de Lennon, Chapman también contempló la posibilidad de matar a otras figuras públicas, como David Bowie, Johnny Carson, Jacqueline Kennedy Onassis, Elizabeth Taylor, Paul McCartney y Ronald Reagan. No tenía antecedentes penales y recientemente había renunciado a un trabajo como guardia de seguridad en Hawái.

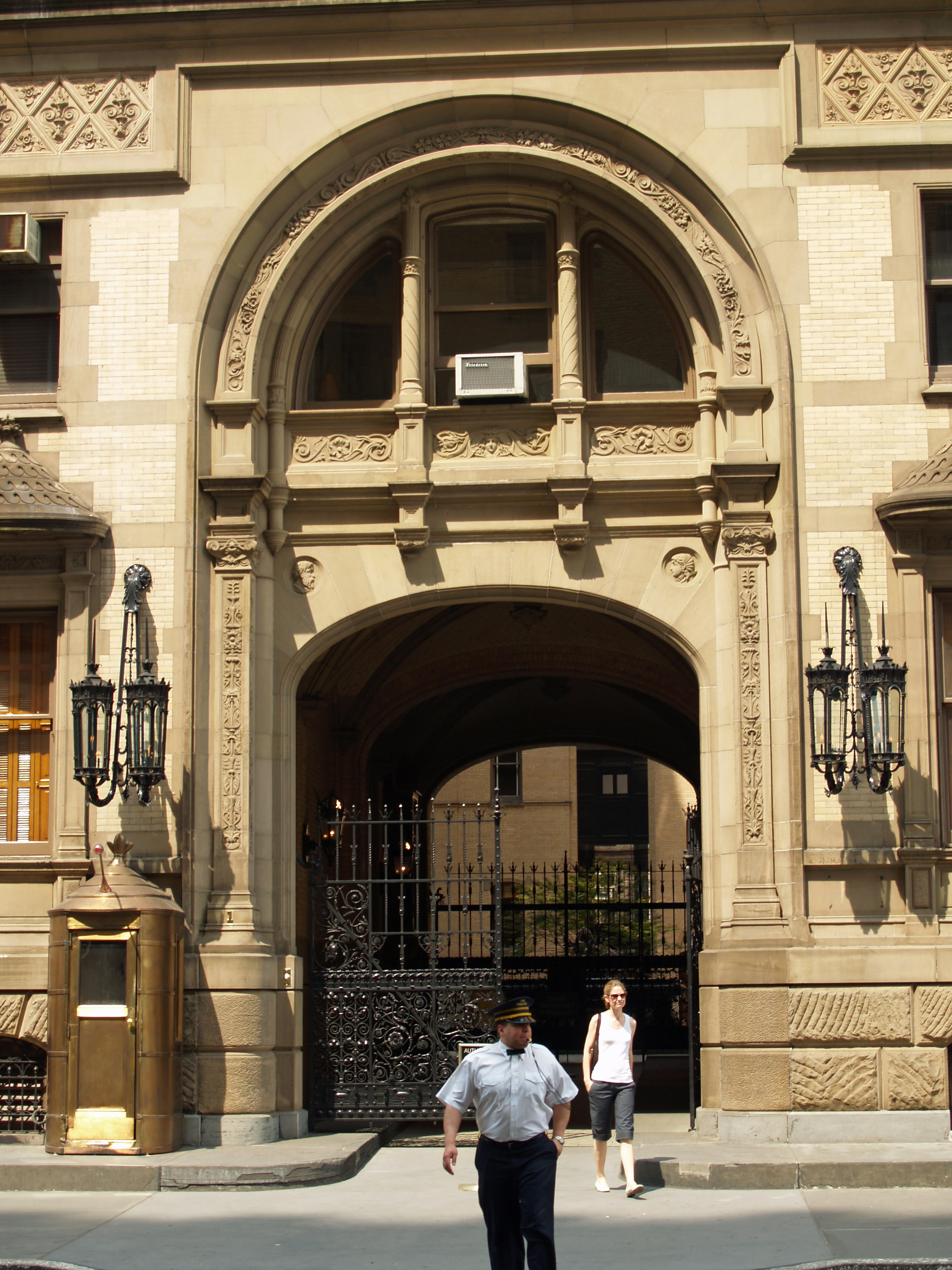
La entrada del edificio Dakota, donde Chapman asesinó a Lennon.

Mark fue a Nueva York en octubre de 1980 con el objetivo de asesinar a Lennon y pasar a la historia por ello. Dejó la ciudad durante un corto tiempo para obtener municiones de una amiga suya en Atlanta. Regresó a Nueva York en noviembre pero, después de ir al cine y ser inspirado por la película Ordinary People, regresó a Hawái y le dijo a su esposa que había estado obsesionado con asesinar a Lennon pero que ya no lo estaba. Concertó una cita para ver un psicólogo clínico, pero en cambio el 6 de diciembre voló de nuevo a Nueva York. Le ofreció cocaína a un taxista.[cita requerida]
En el día antes del asesinato, Chapman abordó al cantautor James Taylor. Según Taylor, «el hombre me puso contra la pared y estaba humedecido por un sudor maníaco, decía cosas raras sobre lo que iba a hacer y sus cosas sobre cómo John iba a estar interesado, y que iba a ponerse en contacto con Lennon».
En la mañana del 8 de diciembre de 1980, partió desde el Hotel Sheraton, tras dejar cosas personales en su habitación para que la policía lo encontrara. Chapman compró un ejemplar de The Catcher in the Rye (El guardián entre el centeno), en que él escribió «Esta es mi declaración», y lo firmó como «Holden Caulfield». Luego pasó la mayor parte del día en la entrada del edificio Dakota donde Lennon vivía con Yoko Ono, su esposa, hablando con otros fanes y con el portero. En un momento dado, un distraído Chapman perdió de vista a Lennon al salir de un taxi y entrar al Dakota durante la mañana. Más tarde pero aún por la mañana, se encontró con el ama de llaves de Lennon, que acababa de sacar a Sean Lennon de 5 años de edad, a dar un paseo. Chapman se acercó para estrechar la mano de Sean y dijo que era un niño hermoso, citando la canción de Lennon, «Beautiful Boy».
Alrededor de las cinco de la tarde, Lennon y Ono dejaron el Dakota para una sesión de grabación en Record Plant Studios. Mientras caminaban hacia su limusina en la acera, Chapman le dio la mano a Lennon y le tendió una copia del nuevo disco de Lennon, Double Fantasy, para que la firmara. El fotógrafo Paul Goresh estaba presente cuando Lennon le firmó el álbum a Chapman y tomó una fotografía del momento. Chapman declaró: «En ese momento, mi parte buena ganó y quería regresar a mi hotel, pero no podía. Esperé hasta que regresó. Él sabía dónde van los patos en invierno, y yo quería saberlo» (en una referencia a The Catcher in the Rye, dado que era una pregunta que recurrentemente se hacía el protagonista).
Alrededor de las 10:49 p. m., la limusina de Lennon regresó al Dakota. En la acera, Lennon y Ono salieron del coche, pasaron al lado de Chapman y caminaron hacia el arco de entrada al patio del edificio. Desde la calle que estaba a sus espaldas, Chapman disparó seis balas con un revólver calibre .38 Special, de las cuales cuatro impactaron a Lennon en la espalda y el hombro izquierdo. El certificado de defunción describía la causa de la muerte: «Heridas múltiples en el hombro izquierdo y pecho; pulmón izquierdo y arteria subclavia izquierda; hemorragia externa e interna. Shock».
Chapman permaneció en la escena, sacó su copia de The Catcher in the Rye y lo leyó hasta que llegó la policía. Miembros del Departamento de Policía de Nueva York fueron los primeros en examinar los disparos; reconociendo que las heridas de Lennon eran severas, decidieron llevarlo a su coche policial al Hospital Roosevelt. Chapman fue arrestado sin ningún incidente. En su declaración a la policía tres horas después, Chapman dijo, «Estoy seguro de que la mayor parte de mí es Holden Caufield, el personaje principal del libro. El resto de mí debe ser el Diablo». Lennon fue declarado muerto a las 11:15 p. m. en St. Luke's-Roosevelt Hospital Center.

### Juicio y actualidad
Después del asesinato, el equipo legal de Chapman tenía la intención de montar una defensa por locura basada en el testimonio de expertos en salud mental que dijeron que estaba en un estado psicótico delirante en el momento del tiroteo. Sin embargo, cooperó más con el fiscal, quien argumentó que sus síntomas no llegaban a un diagnóstico de esquizofrenia. A medida que se acercaba el juicio, Chapman instruyó a sus abogados que quería declararse culpable basándose en lo que había decidido que era la voluntad de Dios. El juez accedió a la solicitud de Chapman y lo consideró competente para ser juzgado.
Chapman fue condenado por el crimen en agosto de 1981, a una pena de veinte años a cadena perpetua, con la estipulación de que se le proporcionaría tratamiento de salud mental. Los veinte años se cumplieron en el año 2000, pese a ello permanece en su celda del Correccional de Attica, puesto que le ha sido denegada la libertad condicional en 14 ocasiones.Yōko Ono, la viuda de Lennon, ha declarado en varias ocasiones que se opone a la liberación de Chapman:

«Temo que traería de vuelta la pesadilla, el caos y la confusión. Ni yo ni los dos hijos de John nos volveríamos a sentir seguros durante el resto de nuestras vidas.»
Yoko Ono, en una carta dirigida en junio de 2010 a la junta de libertad condicional encargada de decidir sobre el caso.

Treinta años después de haber cometido el asesinato, Chapman admitió por primera vez que estaba arrepentido de lo que hizo, a principios de agosto de 2010 a la junta de libertad condicional que negó su liberación.

«Siento que ahora, a los 55, tengo una mayor comprensión de lo que es una vida humana, he cambiado mucho. Estoy avergonzado. Ese es mi primer pensamiento. Lamento lo que hice.»

La solicitud de libertad que tuvo lugar en agosto de 2018 fue negada debido a la indiferencia que mostró por las normas sociales y la integridad de la vida humana,

#### Solicitudes de libertad condicional
- 2000: En la audiencia de 50 minutos, Chapman dijo que no era un peligro para la sociedad y que Lennon habría aprobado su liberación. La junta de libertad condicional concluyó que liberarlo "desaprobaría la gravedad del crimen y serviría para socavar el respeto a la ley" y que Chapman, que concedía entrevistas con los medios, representaba un interés continuo en "mantener notoriedad". Señalaron que Chapman tenía un buen historial disciplinario mientras estaba en prisión, pero había estado en confinamiento solitario y no tenía acceso a la "programación contra la violencia y/o la agresión".[20] El abogado de la Asociación Correccional de Nueva York, Robert Gangi, dijo que pensaba que era poco probable que Chapman fuera liberado porque la junta no arriesgaría el "calor político" de liberar al asesino de John Lennon.[21]
- 2002: La junta declaró nuevamente que liberar a Chapman después de 22 años en prisión "desaprobaría la seriedad" del crimen, aunque su historial de comportamiento continuó siendo positivo, sin embargo, no fue un predictor de su potencial comportamiento comunitario.[22]
- 2004: La junta de libertad condicional celebró una tercera audiencia y rechazó la libertad condicional una vez más. Una de las razones dadas por la junta fue que Chapman había sometido a Yoko Ono a "un sufrimiento monumental al presenciar el crimen". Otro factor fue la preocupación por la seguridad de Chapman; varios fanáticos de Lennon amenazaron con matarlo tras su liberación. La carta de Ono oponiéndose a su liberación declaró que Chapman no estaría a salvo fuera de la prisión. La junta informó que su decisión se basó en la entrevista, una revisión de registros y deliberación.[23] En este momento, aproximadamente 6000 personas habían firmado una petición en línea oponiéndose a su liberación.[24]
- 2006: La junta de libertad condicional celebró una audiencia de 16 minutos y concluyó que su liberación no sería lo mejor para la comunidad o su propia seguridad personal.[25][26] En el 26 aniversario de la muerte de Lennon, Ono publicó un anuncio de una página en varios periódicos, diciendo que el 8 de diciembre debería ser un "día de perdón", pero no estaba segura de estar lista para perdonar a Chapman.[27]
- 2008: A Chapman se le negó la libertad condicional en su quinta audiencia "debido a la preocupación por la seguridad pública y el bienestar".[28]
- 2010: Antes de la sexta audiencia de libertad condicional programada por Chapman, Ono dijo que ella nuevamente se opondría a su libertad condicional, afirmando que su seguridad, la de los hijos de John y la de Chapman estaría en riesgo. Agregó: "Me temo que traerá de vuelta la pesadilla, el caos y la confusión una vez más".[29] La junta de libertad condicional pospuso la audiencia en septiembre, declarando que estaba esperando información adicional para completar el registro de Chapman.[30] El 7 de septiembre, la junta negó la última solicitud de libertad condicional de Chapman, y el panel declaró que "la liberación sigue siendo inapropiada en este momento e incompatible con el bienestar de la comunidad".[31][19]
- 2012: La séptima audiencia de libertad condicional de Chapman se llevó a cabo ante una junta de tres miembros, y anunciaron al día siguiente que fue denegada, con el argumento de que creían que volvería a ofender. "A pesar de sus esfuerzos positivos mientras estuvo encarcelado, su liberación en este momento socavaría en gran medida el respeto por la ley y tenderá a trivializar la trágica pérdida de vidas que causó como resultado de este crimen atroz, no provocado, violento, frío y calculado".[32][33]
- 2014: La octava solicitud de libertad condicional de Chapman fue denegada. Chapman dijo a la junta: "Lamento ser tan idiota y elegir el camino equivocado para la gloria ... Encontré mi paz en Jesús. Lo conozco. Me ama. Me ha perdonado. Me ha ayudado en mi vida como no lo creerías". La junta no se movió, y le dijo a Chapman que creía que "hay una probabilidad razonable de que no viva y permanezca en libertad sin violar nuevamente la ley".[34][35]
- 2016: Negado por novena vez. Chapman dijo que ahora veía su crimen como "premeditado, egoísta y malvado".[36]
- 2018: Negado por décima vez.[37][38] La junta de libertad condicional escribió a Chapman que tenía poco riesgo de reincidir, pero que "ciertamente planeó y ejecutó cuidadosamente el asesinato de una persona de fama mundial sin otra razón que ganar notoriedad. Si bien la vida de una persona no es más valiosa que la vida de otro, el hecho de que eligiera a alguien que no solo era una persona mundialmente conocida y amada por millones, independientemente del dolor y el sufrimiento que causaría a su familia, amigos y tantos otros, demostró un desprecio insensible por el santidad de la vida humana y el dolor y sufrimiento de los demás. Este hecho sigue siendo una preocupación para este panel".[39]
- 2020: En la undécima audiencia de libertad condicional de Chapman, el tribunal competente rechazó nuevamente la solicitud para salir de prisión de manera anticipada.[40]
- 2022: Negado por duodécima vez.[41]
- 2024: Negado por decimotercera vez.[42]